# Вулька-Ґонцярська
Вулька-Ґонцярська (пол. Wólka Gonciarska) — село в Польщі, у гміні Казанув Зволенського повіту Мазовецького воєводства.
Населення — 205 осіб (2011).
У 1975-1998 роках село належало до Радомського воєводства.

## Демографія
Демографічна структура станом на 31 березня 2011 року:
|          | Загалом | Допрацездатний вік | Працездатний вік | Постпрацездатний вік |
| -------- | ------- | ------------------ | ---------------- | -------------------- |
| Чоловіки | 115     | 19                 | 85               | 11                   |
| Жінки    | 90      | 22                 | 43               | 25                   |
| Разом    | 205     | 41                 | 128              | 36                   |